# 王文娜
王文娜（7月11日—，約1980年代生），上海人，電視劇演員，尤精谍战、特工题材。身高167。

## 生平

### 電視劇
1998-2003年，王文娜在中国人民解放军上海警备区文工团学习。上海戏剧学院表演系本科（2004-2008）。2006年电影《上海伦巴》出道，此后拍摄了《特警力量》、《云水怒》、《阳光警察》、《搜查女王》、《黎明之前》、《五号特工组》、《策反者》等谍战特工题材电视剧。2018年嘗試新戲路，在《温州三家人》演温州商人。

### 上海話話劇
通曉上海話，2018年演網絡小說改篇的上海話舞台剧《繁花》，主演姝華。

### 綜藝節目
2018年5月，王文娜以「上戏2004级」身份录制东方卫视综艺节目《青春同学会》。

## 引用來源
1. 1 2 3 4 5 6  . 华视娱乐传媒(广州)有限公司.   [2020-08-29]. （原始内容存档于2020-08-29）.
2. ↑  周红. . 《温州新壹周》. 2019-01-02  [2020-08-29]. （原始内容存档于2020-08-29）.
3. ↑  . 獨角秀. 2018-09-21  [2020-08-29]. （原始内容存档于2020-08-29）.
4. ↑  . 澎湃新闻. 2018-02-27  [2020-08-29]. （原始内容存档于2020-08-29）.